# 焦点访谈
《焦点访谈》（英语：Focus Report）是中国中央电视台新闻评论部开设的电视新闻评论栏目，于1994年4月1日开播。该节目是央视的高收视率栏目之一，也是中国电视新闻评论的一个标志性栏目。节目定位是：时事追踪报道，新闻背景分析，社会热点透视，大众话题评说。堅持“用事實說話”，發揮輿論監督作用。三任中国国务院總理曾經來該節目視察、座談、題詞。该节目和同属于中央广播电视总台的中央人民广播电台《新闻纵横》节目共同被称最具影响力新闻节目的风向标。该节目现时于北京时间每晚19时38分在综合频道和新闻频道并机直播，栏目时长为17分钟。另外，新疆电视台也会播出该节目的维吾尔语和哈萨克语译制版本。

## 历史

### 启播
1994年2月初，《焦点访谈》的创业者们在北京的梅地亚会议中心举行了第一次正式的筹备会议。在副台长李东生的组织下，刚刚担任新成立的新闻评论部主任的孙玉胜、副主任袁正明、制片人张海潮、梁建增（著有《焦点访谈——从理念到运作》）、张步兵等人对这个即将创办的新栏目进行了首次把脉。4月1日，《焦点访谈》在CCTV-1首播，播出的第一期节目是《'94国债发行第一天》，报道了当天开始的1994年度国库券发行的情况、有关人士的评说和群众的反应。

### 发展
《焦點訪談》以深度报道为主，以舆论监督见长，在1990年代是中央电视台收视率最高的栏目之一，多次获中国新闻界最高奖项。栏目平均每天收到数千条来自观众通过电话、信件、传真、电子邮件、QQ等方式提供的收视意见和报道线索。節目形式包括暗訪、調查等，揭露了一系列社會民生問題，包括陝西毒奶粉（《“毒奶粉”流出背後》）、“氣功大師”王林（《“氣功大師”的真面目》）、黨政機關官員公款出國遊（《不擇手段的公款出國遊》）等等。
1997年12月29日，國務院總理李鹏視察央視，給《焦點訪談》題辭：「表扬先进，批评落后，伸张正义。」1998年10月7日，國務院總理朱鎔基視察央視，與《焦點訪談》編輯人員座談，給《焦點訪談》題辭：「輿論監督，群眾喉舌，政府鏡鑒，改革尖兵。」
2000年3月8日，《焦点访谈》栏目记者喻晓轩、摄影记者王守诚到沈阳市白玫瑰美容保健品公司就其假冒伪劣产品问题采访该公司董事长姚志萍，姚对记者提出的产品批号等问题不满，遂与记者发生争执，进而要求记者交出录像带，姚的下属随后抢走记者的两盘录像带和手机，并对两名记者进行非法搜查，致喻晓轩、王守诚被扣留近4个小时。同年12月1日，沈河区法院以非法搜查罪和诬告陷害罪判处姚志萍有期徒刑一年零十个月，数罪并罚，决定执行有期徒刑一年。
2003年8月26日，《焦点访谈》主持人敬一丹向國務院總理溫家寶彙報：“我们《焦点访谈》1998年舆论监督的内容在全年节目中所占比例是47％，到了2002年降为17％。”“舆论监督内容减少，一个原因是舆论监督的环境在变化。虽然舆论监督的力量在加大，但干扰也在增强。现在，舆论监督类的节目几乎无一不遭遇说情，说情已经从熟人老乡出面发展为组织出面，制片人、台长不得不用大量精力应付说情，有的节目就在这种环境下夭折了。这使得《焦点访谈》的特色不那么鲜明了，有的观众的心情也从期待变成了失望。在中央电视台众多栏目中，《焦点访谈》并不是让人开心、舒服的节目，它是给人痛感和警示的节目；它对社会的意义，就如同让人对自己身上的疥疮保持痛感，进而保证整个社会肌体的健康。《焦点访谈》保持特有的栏目特色，是百姓所希望的。”

### 改版
2013年1月1日，开播了19年的《焦点访谈》也进行了首次改版，第一期节目中，新增主持人劳春燕全程站立主持，节目时长增加到17分钟，节目关注的焦点也不局限于一个，同时两位资深评论员白岩松、杨禹加入。截至1月5日，《焦点访谈》最高单期收视率为2.57%，平均收视率为2.30%，与2012年平均值相比，涨幅为13.31%。
2020年7月18日起，《焦点访谈》搬入中央广播电视总台复兴路办公区N11新闻演播室，并实现全高清化制播。

## 制作
《焦点访谈》目前有从业人员80人，由制片人、主持人、记者、策划和制作人员组成，分为策划组（负责节目的策划和协调）、记者一组、记者二组、记者三组，从事《焦点访谈》节目的日常采制和播出。

## 播出

### 播出时间
節目長度視情況而定，除某些少數民族語言版本外，通常是30分鐘，表中記錄的播出時長，是在節目未有延長的情況下的播出時長。（少数民族语言版本只列出该语种首播时间）
| 模式         | 频道                              | 播出时间                                                     | 备注                         |
| ------------ | --------------------------------- | ------------------------------------------------------------ | ---------------------------- |
| 首播         | CCTV-1（内地版） CCTV-13 CCTV大富 | 當日19:38-19:55（日本时间20:38-20:55）                       | CCTV大富版本含日语同声传译。 |
| 首播         | CCTV-1（港澳版）                  | 當日21:43-21:58                                              | 无商业广告                   |
| 央視重播     | CCTV-13                           | 周二至周六3:44-4:00、5:17-5:33、周日3:20-3:36、周一3:24-3:40 | 亦会因特殊编排取消播出       |
| 維吾爾語首播 | 新疆電視台維語新聞綜合頻道        | 次日20:24-20:45（新疆时间18:24-18:45）                       |                              |
| 哈薩克語首播 | 新疆電視台哈語新聞綜合頻道        | 次日20:25-20:48（新疆时间18:25-18:48）                       |                              |

除夕当晚停播。若当晚中国中央电视台综合频道播出特别节目（例如2015年9月19日因播出《习近平在印度发表演讲》，9月30日因播出《“一带一路”千年的时空穿越》），则央视一套不安排播出该节目，改为仅在中国中央电视台新闻频道播出。若中央电视台新闻频道有特别新闻节目（例如上海世博会闭幕式特别报道），则央视新闻频道不安排播出该节目，改为仅在综合频道播出。但偶尔也会出现当晚暂停播出的情况（例如2020年9月4日因播出《2020服贸会特别报道》，《焦点访谈》当晚暂停播出）。另外若当晚《新闻联播》播出时间延长，《焦点访谈》亦会视情况顺延播出或暂停播出（一般《新聞聯播》延時20分鐘或以上才會暫停播出）。
CCTV大富频道并非每日转播，若当晚因安排央视的各大晚会的转播等特殊情况，则《联播天气预报》转播完后改提前播出《日本新闻》，不转播《焦点访谈》节目。
而在特殊时期，如2018年3月1日因当晚要播出《2017年度感动中国人物颁奖典礼》，但CCTV-1港澳版不得提前播出，且当天晚上《新闻联播》延长至40分钟，故当晚19:40-20:04同时段垫播纪录片，易导致当天晚上CCTV-1港澳版未能播出《焦点访谈》。

### 主播
《焦点访谈》每集节目由一名主持人主持，首任主持人为张恒，现任常驻主持人为侯丰、劳春燕。
此外，白岩松、方宏进、章伟秋、方静、水均益、王志、翟树杰、敬一丹、张泉灵、李小萌、张羽等人也曾是该节目的主播。

## 批评和争议
《焦点访谈》在谷歌涉黄事件中采访本节目的实习生高也，让他批评“很黄，心神不宁”。“心神不宁”随即成了网络流行語。人们怀疑，《焦点访谈》造假是为了强行安装“绿坝·花季护航”及为后来的封锁谷歌制造舆论。2013年3月28日，央视《焦点访谈》伪造被采访者，被观众及网民指出之后，被迫道歉。

### 引用
1. ↑  . 辽沈晚报. 2000-07-28  [2016-02-26]. （原始内容存档于2019-06-08）.
2. ↑  . 泉州晚报. 2000-12-02  [2016-02-26]. （原始内容存档于2016-03-04）.
3. ↑  .   [2013-10-02]. （原始内容存档于2013-06-12）.
4. ↑  . 安徽网.   [2020-07-24]. （原始内容存档于2020-07-24）.
5. ↑  . 央视网.   [2020-07-24]. （原始内容存档于2020-07-24）.
6. ↑  . 哔哩哔哩.   [2020-07-24]. （原始内容存档于2021-03-19）.
7. ↑  . 央视网.   [2015-02-20]. （原始内容存档于2015-02-17）.
8. ↑  绿坝、谷歌和高也，谁是谁的替罪羊？ （页面存档备份，存于） ,新华网江西频道, 2009年
9. ↑  . 法广中文网.   [2013年4月2日]. （原始内容存档于2013年4月6日） （中文（中国大陆））.